# Arquicorteza
La arquicorteza también es conocida como corteza del lóbulo límbico, por ser este su principal estructura. Es una de las dos estructuras del encéfalo que forman la allocorteza. Su función está relacionada con aspectos primitivos como la memoria y las emociones.

## Anatomía

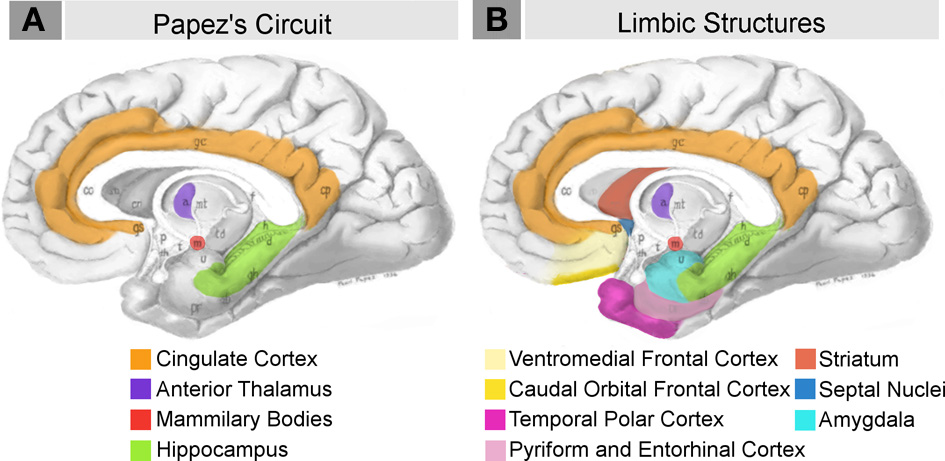
Límbico emociones

La corteza del lóbulo límbico es la principal estructura de la arquicorteza.

Dentro del cerebro humano, las estructuras que configuran la arquicorteza son el hipocampo y el induseum gris.

Es una de las dos estructuras del encéfalo que forman la allocorteza, junto a la paleocorteza o corteza olfatoria. Todas estas estructuras suman un 10% de la corteza cerebral.

## Funciones

Lóbulo límbico en verde.

Esta corteza forma parte del sistema límbico.

Evolutivamente se la considera como la parte más antigua de la corteza cerebral.

Su función está relacionada con aspectos primitivos del hombre como la memoria y las emociones y el comportamiento.